# Giovanni Filopono
Giovanni Filopono (in greco antico: Ἰωάννης Φιλόπονος?, Iōánnēs Philóponos; in latino Iōannēs Philoponus; Alessandria d'Egitto, 490 circa – 570) è stato un filosofo, teologo, scienziato e grammatico bizantino. Guidò la scuola filosofica di Alessandria dalla morte di Ammonio (523).

## Biografia
Nacque verso il 490 in Alessandria d'Egitto da genitori cristiani.
Iniziò la sua carriera come grammatico e in seguito giunse alla filosofia, che apprese alla scuola di Alessandria presso Ammonio di Ermia. Fu tra i discepoli di questi, assieme a Olimpiodoro il Giovane, Simplicio, Asclepio di Tralle. Del suo ex condiscepolo Simplicio divenne più tardi irriducibile avversario.
L'influsso di Ammonio risulta basilare nella formazione di Filopono. Ammonio, e suo padre Ermia (i genitori di Ammonio, Ermia di Alessandria e la moglie Edesia, erano entrambi seguaci dello stesso neoplatonismo con implicazioni aristoteliche), si erano formati filosoficamente come seguaci di Proclo, da cui avevano appreso un aristotelismo che era però ancora inteso in seno ad un neoplatonismo dominante, essendo visto come la struttura concettuale maggiormente idonea alla comprensione di Platone. Da questa premessa nasceva una maniera di intendere Aristotele che quindi permetteva di superare la conflittualità tra i due sistemi filosofici aperta da Porfirio.
Nel 517 pubblicò commentari aristotelici, basati sugli appunti dei corsi di Ammonio, alle Categorie, agli Analytica, ai Meteorologica, alla Fisica, al De generatione, all'Organo, al De anima, alla Metaphysica di Aristotele.
Nel 529 pubblicò il De aeternitate mundi contra Proclum (in greco antico: Κατά Πρόχλου τερί ἀïδιότητος κόσμου?, Katá Próchlou terí aïdiótētos kósmou) contro Proclo, filosofo ateniese neoplatonico, in cui sostiene la creazione del mondo sulla base del Timeo e della Genesi, contro l'idea che fosse sempre esistito.
Nel 546 pubblicò per Sergio, patriarca monofisita di Antiochia, il De opificio mundi (in greco antico: Περί κοσμοποΐας?, Perí kosmopoΐas), un commentario della Genesi in cui segue le orme della cosmologia greca.
Pubblicò l'Arbitrio o dell'unione (in greco antico: Διαιτητής ἢ περì ἐνώσεως?, Diaitētḗs hḗ perì henṓseōs), giuntoci solo in siriaco, in cui egli interpreta anche la Trinità come tre divinità distinte, seguendo il pensiero aristotelico e avvicinandosi alla dottrina monofisita di Sergio di Antiochia.
Per questo fu anche accusato di eresia.
Morì nel 570.

## La direzione della scuola di Alessandria
Grazie alla svolta avviata da Ammonio e proseguita da Filopono, per cui dopo l'invasione musulmana sarà l'anello di trasmissione dell'aristotelismo alla cultura araba, dalla quale sarà nuovamente reintrodotto in Occidente nel secolo XIII.

## Opere

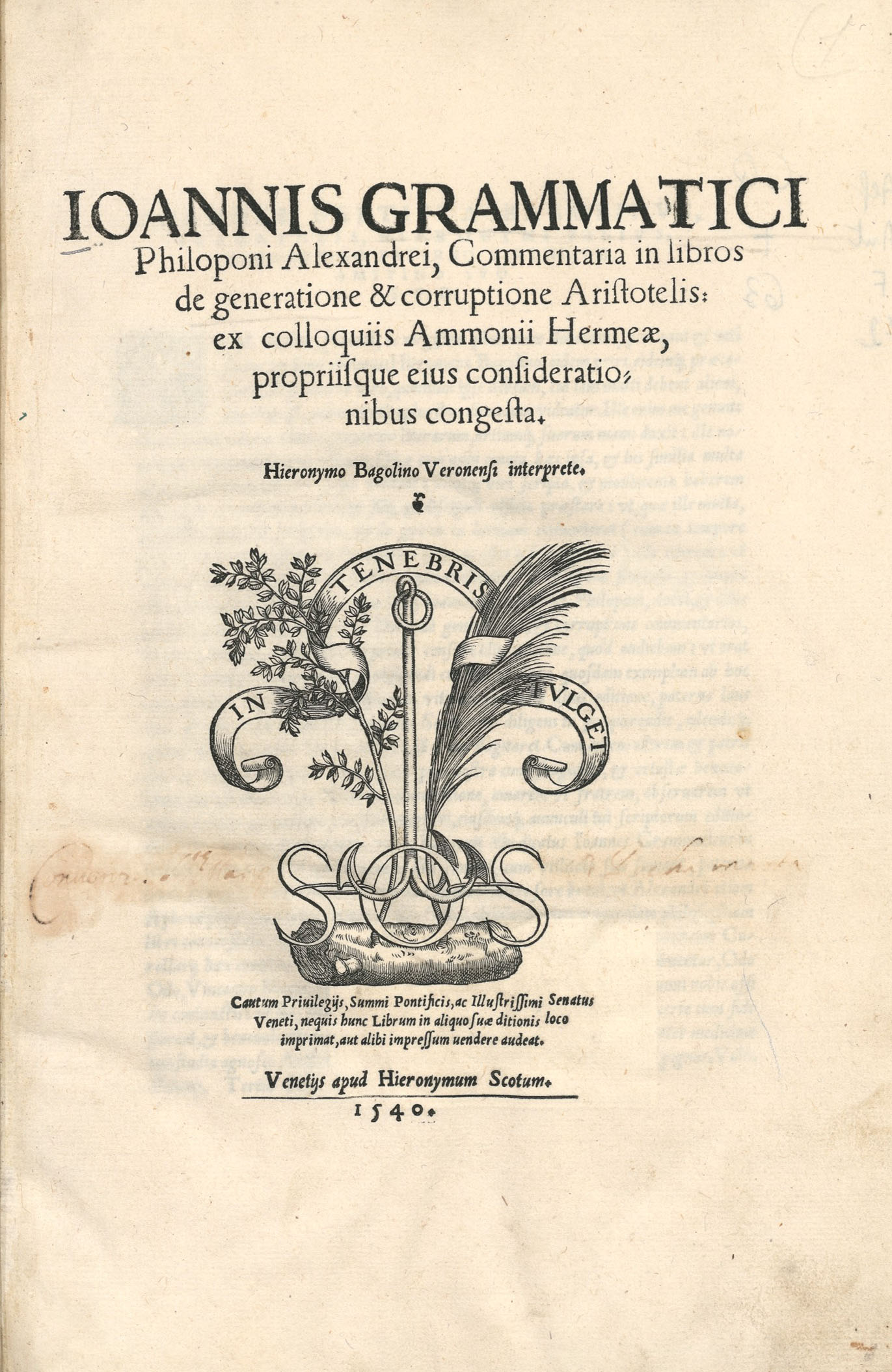
Commentaria De generatione et corruptione, 1540

Filopono scrisse almeno quaranta opere su argomenti di grammatica, filosofia, teologia, astronomia, fisica e altro. Oltre a un'opera giovanile di grammatica (De vocabulis quae diversum significatum exhibent secundum differentiam accentus) ci restano:
- Commentari alle opere di Aristotele: Sulla generazione e corruzione, Sull'anima, Analitici primi, Analitici secondi, Le Categorie, Fisica, Meteorologia;
- Opere originali di argomento teologico-filosofico: Sull'eternità del mondo contro Proclo, Sull'eternità del mondo contro Aristotele, Sulla creazione del mondo;
- Opere di carattere scientifico: Sull'uso e la costruzione dell'astrolabio, Commentario all'introduzione all'aritmetica di Nicomaco.

### Commentari
La sua vasta pubblicazione di opere inizia nel 517, con i suoi approfondimenti alle grandi opere di Aristotele: la Metaphysica, le Categorie, gli Analytica, De Generatione, De Anima, i Meteorologica. Sono commentari per i quali parte dagli appunti delle lezioni di Ammonio, che aveva a disposizione nella loro completezza, essendo uno degli studenti scelti per il proprio acume per raccogliere e pubblicare le lezioni del maestro. Opere giovanili, sono ancora inficiate di una certa mancanza di innovazioni, e si fermano ad un aristotelismo superficiale, modellato sulla semplificazione di Ammonio, che intendeva aggirare l'ostacolo della differenza tra i due sistemi, considerando l'opera del secondo illustre filosofo greco solo come un'organizzazione sistematica e categorica del pensiero del maestro Platone.
Più definito, anche in confronto con le posizioni teologiche successive dell'autore, il commentario al De Anima, che rappresenta un momento di definizione di quella scissione tra corpo e anima, che l'autore riconduce ad unità, all'"essere anfibio" di Olimpiodoro, concetto che si può considerare premessa della svolta monofisita successiva sul tema della doppia natura del Cristo; ed in questa ridefinizione forse l'autore rimane più legato a Platone che ad Aristotele per la concezione dell'anima, pur riportandone la concezione della perfezione dell'intelletto a quella aristotelica della potenzialità.

### De aeternitate mundi contra Proclum
Il dibattito si riconduce alla distinzione tra due essenze, onde contestare alla filosofia aristotelica il concetto di etere, la sostanza eterna che comporrebbe i corpi astrali.
Da questa ricerca trae spunto una molteplicità di approfondimenti che riportano la filosofia al campo della teologia, in una scuola di Alessandria che acquista sempre maggiore importanza nell'Impero dopo la soppressione di quella di Atene, chiusa in quello stesso 529 dall'intransigenza cristiana di Giustiniano. La scelta cristiana di Filopono per la scuola di Alessandria sarà anche l'opzione che assicurerà il successo alle tesi qui esposte, a fronte di una società sempre più cristianizzata e allo stesso tempo eviterà le persecuzioni e il clima di intolleranza che alla fine avrebbe spento la scuola di Atene.
- De Opificio mundi

### Arbiter e il De Trinitate
Filopono lo risolve allora alla maniera monofisita di Severo di Antiochia, che aveva elaborato il monoenergetismo, l'Incarnazione come unica ipostasi, che come tale riunificava le Nature Umana e Divina sotto il segno della seconda.

### Altre opere ricordate da Fozio
Altre opere di Filopono sono ricordate dalla Biblioteca di Fozio. Tra queste la Resurrezione, nella quale rifiuta la teoria della Resurrezione dei corpi; il Contro il Quarto Concilio Ecumenico, nel quale prende apertamente posizioni anticalcedoniane, in conformità all'indirizzo Copto Egiziano. In questo testo arriva ad accusare le tesi Calcedoniane di Nestorianesimo. Per questo Filopono ricevette l'intimazione da parte di Giustiniano di recarsi a Costantinopoli a giustificare le sue tesi eretiche. Il filosofo si giustificò di non potersi mettere in viaggio per la tarda età e per motivi di salute; il patriarca costantinopolitano Giovanni III Scolastico lo condannò a distanza. In risposta Filopono compone nel 568 un pungente testo di confutazione del trinitarismo di Giovanni Scolastico.
Di Filopono è infine un trattato contro il Delle Statue, di Giamblico, nel quale attacca l'idolatria iconodula.

## Pensiero filosofico e teologico
Filopono è stato il primo commentatore cristiano di Aristotele. Pur criticando idee aristoteliche incompatibili con il pensiero cristiano, come quella dell'eternità del mondo, egli cerca una sintesi tra la tradizione platonico-aristotelica (che già commentatori precedenti avevano ridotto ad un preteso quadro unitario) e i testi sacri. Anche se questa strada sarà importante nel pensiero medievale, l'influenza diretta di Filopono fu gravemente limitata dall'anatema che la Chiesa pose nel 681 sulle sue opere, a causa del suo triteismo (egli aveva cioè interpretato le tre persone della Trinità come tre divinità distinte).

### L'aristotelismo
Filopono è l'iniziatore dell'aristotelismo cristiano; si tratta però di un primo tentativo di questa sintesi, che in un'epoca di platonismo e neoplatonismo imperante era ancora agli esordi. Di fatto se lo si confronta con le sintesi metafisiche del maggiore aristotelismo cristiano, presenta molte carenze. La sua scelta appare ancora, rispetto alle creazioni del pensiero di matrice platonica, legata alla ricerca di uno schema limitato ma tale da inquadrare le numerose concezioni in un sistema razionale unitario. Cade di fronte alla ricerca metafisica, come si vede nei suoi tentativi di spiegare la Trinità, carenti anche dal punto di vista dell'aristotelismo più profondo. Tuttavia la sua opera è importantissima per una direzione impressa alla scuola di Alessandria, proseguita nell'epoca araba e riportata da questa all'Occidente, quella del recupero di Aristotele, che ebbe come riferimento i suoi primi commentari. Essi ebbero il ruolo di aprire una via particolarmente seguita nei secoli successivi.

## Ruolo di Filopono nella storia della scienza
Il trattato sull'astrolabio è la più antica opera che ci è pervenuta sull'argomento. Più che a quest'opera o al commentario alla Introduzione all'aritmetica di Nicomaco di Gerasa, l'importanza di Filopono per la storia della scienza è però dovuta ad alcune teorie esposte nei commentari ad Aristotele. In particolare, commentando la Fisica, Filopono si pone il problema del perché una freccia continui il suo moto dopo essere stata scoccata dall'arco. Criticando la spiegazione aristotelica (che attribuiva il moto all'effetto dell'aria) individua la causa del movimento in una "vis cinetica" (forza cinetica) posseduta dalla freccia al momento del lancio. Sosteneva nel suo Corollarium de inani che l'idea aristotelica che i corpi più pesanti cadano più in fretta sia sbagliata e che il tempo del moto di un grave dipendesse dal peso e da una quantità di tempo, che era determinata dalla massa:
{\displaystyle t=1/P+x}
Le idee di Filopono (che non sappiamo se fossero originali o influenzate da qualcuno dei tanti trattati precedenti perduti) divennero popolari in Siria e vennero riprese dai pensatori e filosofi arabi come Ibn al-Qifti e furono all'origine della medievale teoria dell'impeto.
Descrive l'esperimento che è stato a lungo attribuito a Galileo Galilei e al suo precursore Stevino: lasciando cadere insieme corpi di diverso peso, questi raggiungono la terra contemporaneamente. Questo ne fa un precursore, rispetto ai due scienziati moderni, sulla strada della comprensione e dell'affermazione del significato del principio di equivalenza. Può darsi che Galileo sia stato influenzato da questa affermazione.
Filopono sostiene idee di qualche interesse anche sulla propagazione della luce; sostenendo che si trattasse di una forza dinamica immateriale, continua e di velocità illimitata.